# Richard Henry Beddome
Richard Henry Beddome (11 maggio 1830 – 23 febbraio 1911) è stato un militare e naturalista britannico, a lungo vissuto in India.
Completati gli studi superiori, nel 1848, all'età di 18 anni, ottiene un posto di cadetto nella Compagnia britannica delle Indie orientali e si trasferisce in India. Dopo i primi anni di permanenza, al seguito del suo reggimento, dapprima a Jabalpur e successivamente a Secunderabad, nel 1856 si sposta a Madras ove viene distaccato al Madras Forest Department, presso il quale trascorre il resto della sua carriera.

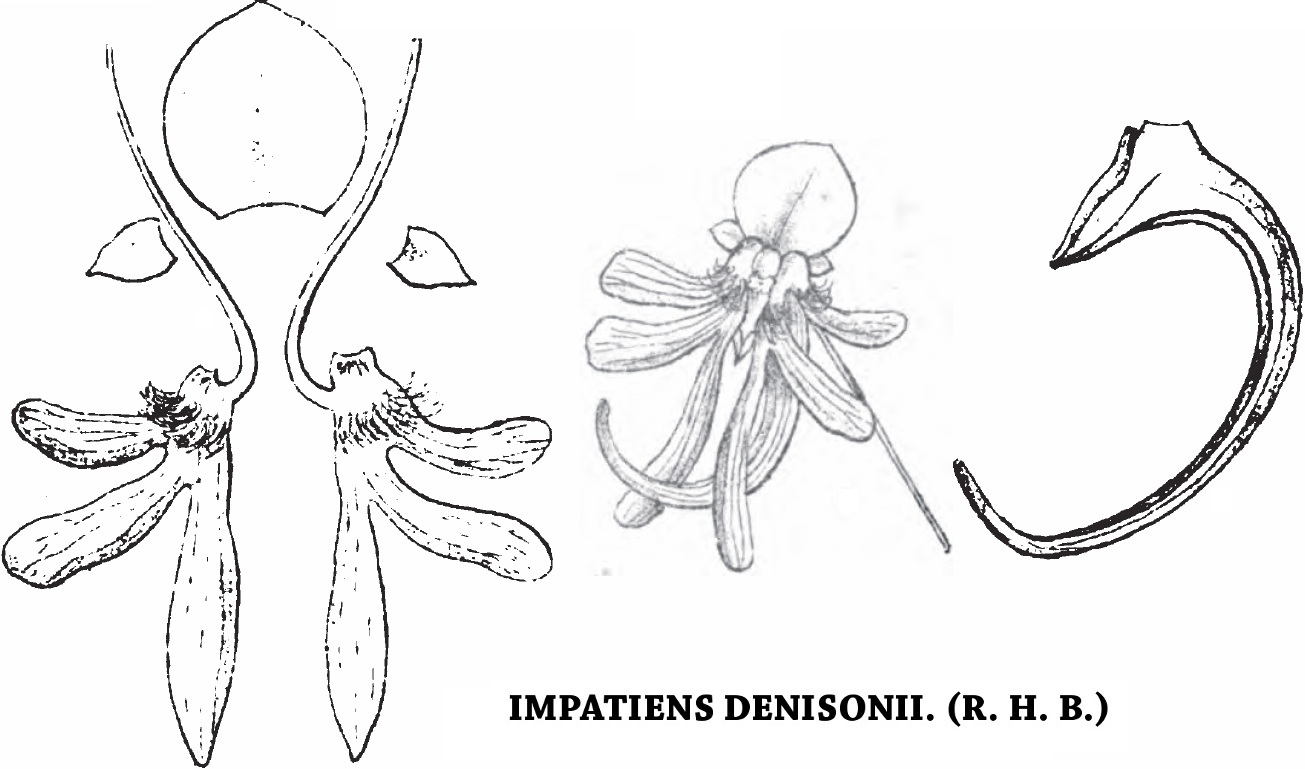
Illustrazione di Impatiens denisonii, specie botanica descritta da Beddome sul Journal of literature and science nel 1864.

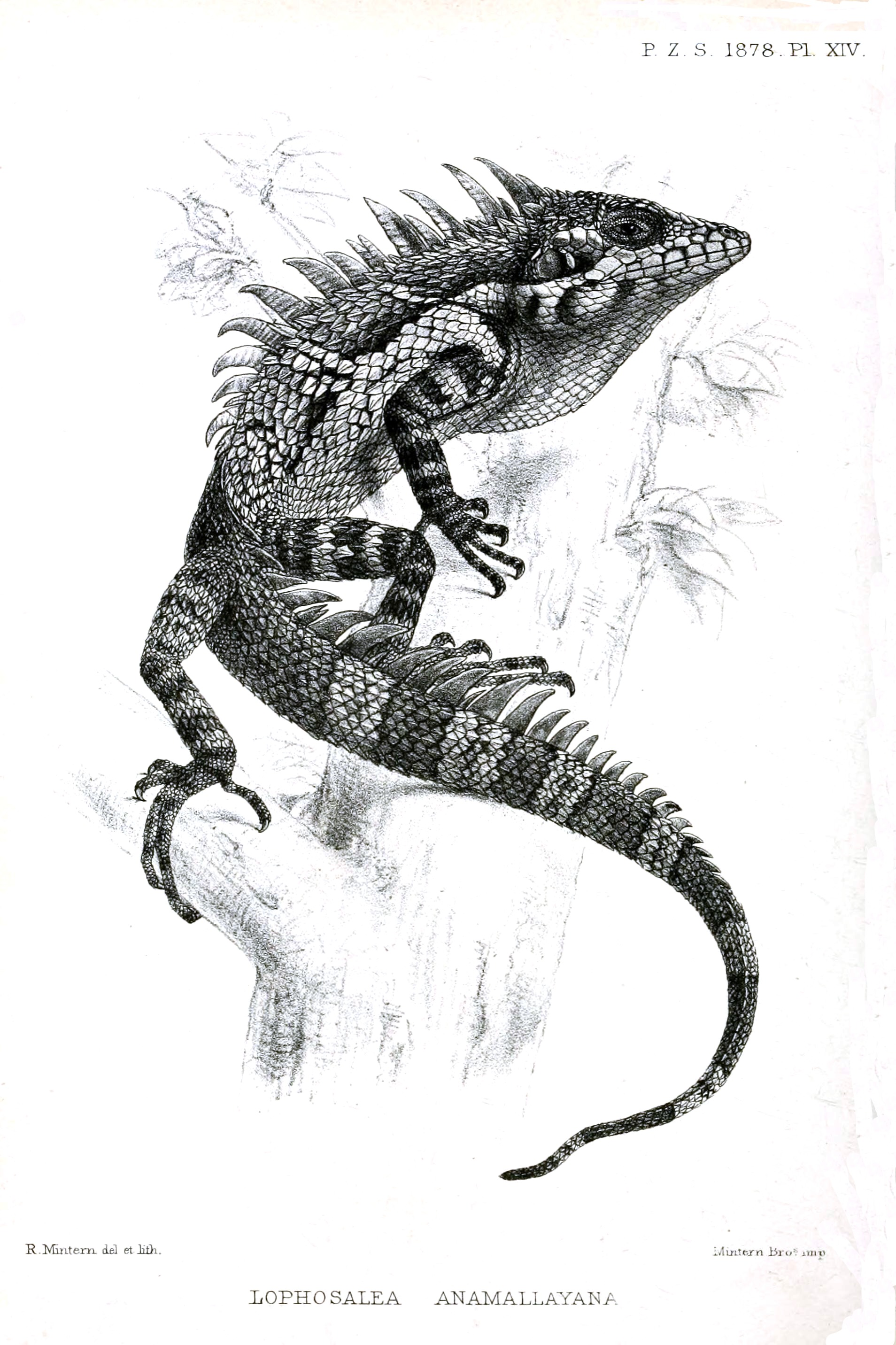
Illustrazione di Lophosalea anamallayana, rettile descritto da Beddome su Proceedings of the Zoological Society of London nel 1878.

Durante la sua permanenza a Madras scopre una vocazione naturalistica che coltiva studiando, raccogliendo e descrivendo numerose nuove specie botaniche e zoologiche, in particolare di anfibi, rettili e molluschi.

## Alcune opere
- Trees of the Madras Presidency (1863)
- The Ferns of Southern India (1863)
- The Ferns of British India (1866 –1868)
- The Flora Sylvatica for Southern India (1869– 1874)
- Forester's Manual of Botany for Southern India (1869 – 1874)
- Icones Plantarum Indiae Orientalis (1874)
- A Supplement to the Ferns of Southern India and British India (1876)
- Handbook of the Ferns of British India, Ceylon and the Malay Peninsula (1883)

## Specie eponime
Sia in ambito botanico che zoologico esistono numerose specie dedicate al suo nome:
- Cycas beddomei (Cycadaceae)
- Cynometra beddomei (Fabaceae)
- Ficus beddomei (Moraceae)
- Liparis beddomei (Orchidaceae)
- Litsea beddomei (Lauraceae)
- Psychotria beddomei (Rubiaceae)
- Syzygium beddomei (Myrtaceae)
- Amphiesma beddomei (Colubridae)
- Boiga beddomei (Colubridae)
- Calliophis beddomei (Elapidae)
- Cnemaspis beddomei (Gekkonidae)
- Duttaphrynus beddomii (Bufonidae)
- Ichthyophis beddomei (Ichthyophiidae)
- Indirana beddomii (Ranixalidae)
- Mariaella beddomei (Ariophantidae)
- Nyctibatrachus beddomii (Nyctibatrachidae)
- Ophisops beddomei (Lacertidae)
- Rhinolophus beddomei (Rhinolophidae)
- Scincella beddomei (Scincidae)
- Siphonognathus beddomei (Labridae)
- Typhlops beddomei (Typhlopidae)